# 菱叶楼梯草
菱叶楼梯草（学名：Elatostema rhombiforme）是荨麻科楼梯草属的植物，是中国的特有植物。分布于中国大陆的云南等地，生长于海拔1,300米至1,500米的地区，多生于山地混交林中，目前尚未由人工引种栽培。